# 동물원의 호박꽃
《동물원의 호박꽃》은 1984년 11월 25일에 MBC TV에서 방영되었던 베스트셀러극장이다.

## 출연
- 나종미
- 이원용
- 김성찬
- 송기윤
- 강인덕
- 김기일
- 최봉
- 이수나
- 박영지
- 전인택
- 조명남
- 문창근
- 김도연